# VDI 2052
Die Richtlinie VDI 2052 ist ein technischer Standard des Vereins Deutscher Ingenieure. Sie beschreibt den Stand der Technik bezüglich der lufttechnischen Behandlung von gewerblichen Küchen sowie die Dimensionierung und den Aufbau der Raumlufttechnischen Anlagen. Die Richtlinie ist zweisprachig (deutsch/englisch); die deutsche Sprachfassung ist verbindlich. Sie wird über DIN Media vertrieben.

## Grundlegendes
Raumlufttechnische Anlagen in gewerblichen Küchen sind erforderlich, da
- die Luft durch Gerüche, Fettbestandteile und gasförmige Verbrennungsprodukte belastet wird
- hygienische Anforderungen an die Raumluftqualität erfüllt sein müssen
- in erheblichem Umfang Wärme durch Konvektion und Strahlung entsteht
- bei der Speisenzubereitung sowie beim Spülen Feuchtigkeit anfällt
- in den Räumen die Lufterneuerung durch Austausch mit Außenluft sowie die Einhaltung erträglicher oder vorgegebener Raumlufttemperaturen erforderlich sind.

Zur Lösung der Aufgabe sind in die Küchenbereiche Zu- und Abluftanlagen so zu installieren, dass Gerüche, luftfremde Stoffe und Feuchtigkeit abgeführt, Beeinträchtigungen von Räumen, die nicht zum Küchenbereich gehören, vermieden werden und keine hygienisch bedenkliche Luft zugeführt wird oder nachströmen kann. Küchen für unterschiedliche Nutzungseinheiten sollen mit eigenständigen Abluftanlagen ausgestattet werden.

## Anwendungsbereich
Küchen und zugehörige Bereiche sind Sonderräume, in denen Speisen zubereitet, ausgegeben und verteilt werden, Geschirr und Geräte gespült und Nahrungsmittel gelagert werden.
Diese Richtlinie gibt Hinweise zur lufttechnischen Behandlung von gewerblichen Küchen sowie zur Dimensionierung und zum Aufbau der Raumlufttechnischen Anlagen. Sie gilt in Verbindung mit der
DIN EN 13779 und DIN 18869.
Diese Richtlinie gilt nicht für Haushaltsküchen und für gewerbliche Kleinstküchen mit einer Gesamtanschlussleistung von weniger als 25 kW der wärme- und feuchteabgebenden Geräte (Gargeräte, Spülmaschinen usw.).
Unter 25 kW Anschlussleistung wird eine Abluftanlage empfohlen. In jedem Fall sind die Bestimmungen der BG-Regel BGR 111 einzuhalten.